# Dexos
 (février 2025).
DexOS, ou Dex, un diminutif de DOS Extrême, connu antérieurement sous le nom de Dex4u, est un système d'exploitation libre pour ordinateur Architecture 32 bits et d'architecture Intel x86. Il est écrit intégralement en langage d'assemblage avec la syntaxe FASM ("flat assembler"). DexOS utilise le mode protégé 32 bits. Son développement est supervisé par Craig Bamford et plusieurs membres de la communauté DexOS.
DexOS se veut un DOS mode
rne. Mono-tâche, Interface en ligne de commande (ILC), et également Environnement graphique (EG). Il est capable de charger des modules comme des pilotes pour les cartes son.
DexOS intègre pour l'instant quelques commandes intégrées de base, (TIME, DATE, MORE (afficheur de texte), HELP, RUN...), deux extensions de fichiers spécifiques, et quelques capacités réseau (serveur HTTP...).
Une transcription pour le processeur ARM (pour exécution sur le GP2X) est en cours de réalisation.

## Histoire
DexOS a commencé sous la forme d'une branche de développement de V2 OS (version pré-0.70). Elle fut un temps appelée V3OS, puis son développeur pris le parti de rompre avec les idées de développement en cours de V2_OS (le multi-tâche par exemple).
De fait, le développement de V2_OS n'a pas atteint celui de DexOS, qui est toujours en développement.
DexOS a beaucoup évolué depuis le temps où il était appelé V3OS ; il est aujourd'hui indépendant de V2_OS, et utilise par ailleurs un assembleur différent. Ils sont aussi incompatibles (les programmes DexOS ne fonctionnent pas sous V2_OS et vice-versa).

## Programmation
Les développeurs peuvent programmer pour DexOS à l'aide d'un langage assembleur. Une des évolutions importantes est l'intégration de FASM qui, couplé avec un éditeur texte (appelé "Tex4u"), permet aux développeurs d'utiliser DexOS comme système de développement. Grâce à Solidus, une Bibliothèque standard du C pour Dex4u a été développée.

## Programmes
DexOS exécute des programmes développés pour lui avec les extensions .dex (ILC) ou .gex (EG). En voici quelques exemples:
- RetroForth4u (une transcription de RetroForth)
- Space Pong (Un jeu de pong pour 2, fonctionne en ILC et EG)
- Tex4u (éditeur de texte)
- FASM (sa transcription pour DexOS)

Bien que DexOS soit un système du type DOS, il n'est pas compatible avec des programmes écrits pour les produits DOS classiques (MS-DOS, DR-DOS, FreeDOS), ni les programmes 16 bits en mode réel, ni les programmes DPMI 32 bits.

## Licence et code source
DexOS est toujours sans licence. Mais les fondateurs sont à la recherche d'une licence qui permettrait aux membres fondateurs d'avoir une licence de "(c) propriété", qui permettrait à quiconque contribuerait au code d'être couvert par la même licence.
Le code source était antérieurement disponible. Il faut à présent en faire la demande sur le forum officiel. Ceci est voulu de la part du développeur principal dans le but que seules les personnes désireuses de travailler à son développement puissent y avoir accès.

## Voir également
- FASM
- Hobbyist operating system development (en)

Autres systèmes d'exploitation en langage assembleur :
- KolibriOS
- MenuetOS
- OctaOS
- V2 OS